# Castéron
Castéron är en kommun i departementet Gers i regionen Occitanien i sydvästra Frankrike. Kommunen ligger i kantonen Saint-Clar som tillhör arrondissementet Condom. År 2022 hade Castéron 52 invånare.

## Befolkningsutveckling
Antalet invånare i kommunen Castéron
Referens:INSEE